# Successione dello stato italiano
La successione dello stato a causa di morte è un istituto giuridico dell'ordinamento civile italiano. Prevede la devoluzione dell'eredità allo Stato italiano nel caso in cui, al momento della morte, il defunto non abbia avuto eredi legittimi entro il sesto grado e, in vita, non abbia provveduto a nominare eredi testamentari. 
In questo caso l'acquisto opera di diritto senza accettazione e non può essere oggetto di rinunzia. Lo Stato non risponde mai dei debiti e dei legati oltre il valore dei beni acquistati. La disciplina è dettata dall'articolo 586 del codice civile.

## L'istituto
La ratio di questo tipo di successione a causa di morte va individuata non solo nell'esigenza di supplire alla mancanza di ogni successibile, ma anche nello sfavore del legislatore verso una successione ereditaria non fondata sul lavoro né sul risparmio e a vantaggio di soggetti non legati al de cuius da stretti rapporti di parentela.
Ciò spiega perché, mentre nel Codice abrogato del 1865 l'eredità si devolveva allo Stato solo in mancanza di congiunti entro il 10º grado, il Codice vigente del 1942 ha ridotto la successione dei parenti entro il 6º grado.
Presupposto della successione dello Stato è una "eredità vacante", fenomeno che ricorre quando manca ogni successibile legittimo e testamentario; la vacanza può anche verificarsi qualora i successibili esistano ma abbiano perduto il diritto di accettare per rinunzia, prescrizione o decadenza.
L'eredità vacante si distingue dall'eredità giacente perché quest'ultima presuppone la possibilità di una futura accettazione: al contrario, quella vacante presuppone accertato in modo definitivo che non vi siano più successibili.
Quanto alla natura giuridica di questa successione, una parte della dottrina (meno recente) riteneva che lo Stato non era né erede né legatario, ma che veniva ugualmente alla successione in quanto aveva la sovranità su tutti i beni situati sul proprio territorio, i quali solo per concessione si ritenevano attribuiti in godimento ai singoli cittadini, e pertanto «alla morte del concessionario i beni ritornavano allo Stato». In contrario, si è osservato che questa teoria non spiega come mai lo Stato non possa riprendere in ogni momento i "suoi" beni, ma debba attendere la mancanza di successibili.
Altra parte della dottrina considera lo Stato come successore a titolo particolare, tenuto soprattutto conto della responsabilità intra vires, del carattere necessario della successione, e della correlativa esclusione del potere di rinunzia.
Dottrina prevalente ritiene che lo Stato sia un vero e proprio successore legittimo e a titolo universale.
La tesi della successione a titolo di erede si basa sulla considerazione che lo Stato acquista l'eredità come universalità: pertanto, la ragione della successione dello Stato è nella sua funzione pubblica, ma questa funzione viene analizzata utilizzando il mezzo tecnico apprestato dal diritto privato, vale a dire la successione a titolo di erede.
L'acquisto dello Stato opera di diritto, senza bisogno di accettazione, e non può farsi luogo a rinuncia (art. 586 del Codice civile). La necessità dell'acquisto importa la limitazione della responsabilità intra vires. La norma che prevede una responsabilità limitata dello Stato (art. 586, comma 2, cod. civ.) non è che l'adattamento alla particolare posizione dello Stato del principio stabilito dall'art. 473 del Codice civile per le persone giuridiche in genere.
Allo Stato spetta anche il diritto di accettare l'eredità che eventualmente faccia parte del patrimonio del quale lo Stato è erede (art. 479 cod. civ.); naturalmente, questa eredità (=quella contenuta) non si acquista automaticamente, e quindi in linea di principio lo Stato può accettarla o rinunziarvi.
È discusso se si possano trasmettere allo Stato i vantaggi di un'assicurazione sulla vita stipulata dal dante causa a favore degli eredi. La risposta è negativa, poiché ai sensi dell'art. 1920, ultimo comma, cod. civ., questo diritto non fa parte dell'asse ereditario, ma è acquistata dal terzo beneficiario in base al contratto di assicurazione, cioè con un atto inter vivos.